# Hermison
Hermison Alves da Silva (Senhor do Bonfim-BA, 20 de abril de 1971), mais conhecido por Hermison é um ex-jogador de vôlei indoor do Brasil que atuava como levantador. Com apenas 1,70m de altura, Hermison é notório por ser até hoje o jogador mais baixo a disputar a Superliga Brasileira de Voleibol, a principal competição interclubes no país.
Atualmente trabalha como preparador físico.

## Títulos e Campanhas de Destaque
Fonte:Jornal do Volei
- Campeão Brasileiro de Seleções Juvenil
- Campeão da Copa do Brasil
- Vice-Campeão da Copa Sul-Americana de Clubes
- Vice-Campeão da Copa Sudeste